# Else Fenger
Else Fenger, född Brock 1737, död 1811, var en dansk affärsidkare. 
Hon var syster till köpmannen Niels Brock och gifte sig med tvålfabrikanten Peter Fenger, med vilken hon fick många barn. Hennes make hade grundat företaget Borre & Fenger tillsammans med Peter Borre; det var ett företag som deltog i danska slavhandeln. Det tillhörde de större företagen i Köpenhamn under sin tid, och familjen levde ett liv med stor lyxkonsumtion i ett palats på Strandgade 55 i Christianshavn. 
Efter makens död 1774 tog hon över företaget. Peter Borre hade vid denna tid uppenbarligen distanserat sig från firman och lämnat affärerna till Peter enger som misskött dem (Borre lämnade formellt företaget 1781), och företaget befann sig i en svår kris. År 1778 ledde svårigheterna till offentlig auktion. Fenger lyckades dock behålla tvålfabriken och palatset, och bringa företaget på fötter igen. 
Hon beskrivs som bestämd, principfast och med ett skickligt affärssinne, och ska ha utnyttjat den goda danska ekonomin och spelat en aktiv del i sina affärer med översyn över hela verksamheten. Hon lyckades också upprätthålla ett stort och gästfritt hushåll med eget ekipage, kusk och tjänarstab trots den kris firman genomgick, och var en matriark som bestämde över familjen och släktens angelägenheter, även sina vuxna söners. Många historier berättas om henne. Efter sin makes död ska hon, enligt en historia, ha bett sin bror om ett lån för att rädda familjens affärer: han lovade att ge henne det på villkor att hon avbröt sina söners studier och istället fick in dem i firman direkt. Hon vägrade och utverkade istället ett lån från en annan köpman utan annan säkerhet än sitt "ärliga ansikte".